# دیویت (جورجیا)
دیویت (به انگلیسی: DeWitt) یک منطقهٔ مسکونی در ایالات متحده آمریکا است که در شهرستان میچل، جورجیا واقع شده‌است. دیویت ۵۲٫۱۲ متر بالاتر از سطح دریا واقع شده‌است.